# Адміралтейська площа (Миколаїв)
Адміралтейська площа — площа в однойменному парку, розташована в Центральному районі Миколаєва, сформована на початку ХІХ століття на місці соляних складів Чорноморського флоту та дрібних казарм. Обмежується вулицями Набережною, 2-ю Слобідською, 68 Десантників і навчальними корпусами Чорноморського національного університету імені Петра Могили.

## Назва
Назву дано через Миколаївське адміралтейство, паралельно якому розташовувалась площа. У березні 1919 року площа була перейменована на площу Комунарів за рішенням Миколаївської міської ради, на згадку про робітників, які загинули у дні Березневого повстання 1918 року проти австро-німецьких окупантів. Після громадянської війни назва закріпилася на згадку про 61-го комунара, розстріляних у ніч з 6 на 7 листопада 1919 року військами Денікіна на цій площі біля стіни Адміралтейства (за іншими даними — біля стіни флотського напівекіпажу).
У 2016 році площі було повернено її первісну назву — Адміралтейська.

## Історія

### Формування
Зараз площа є прямокутником розміром близько 460 на 270 метрів, витягнутим практично по лінії схід — захід, майже повністю засадженим деревами. У його центральній частині знаходиться пам'ятник «Борцям за владу Рад», а у північній — автостоянка.
Адміралтейська площа або Адміралтейський плац сформувався на початку XIX століття на місці соляних складів та дрібних казарм, що займали великий простір. На Адміралтейській площі знаходилися головні ворота адміралтейства, три корпуси казарм флотських екіпажів, будинок притулку Благодійного товариства та морська аптека. Перед центральною будівлею казарм було встановлено пам'ятник матросу Гнату Шевченку.
Свою першу назву площа отримала задовго до того, як 1835 року вперше офіційно отримали імена вулиці Миколаєва. Так, наприклад, у списку найменувань вулиць 1835 року зазначено, що дві поперечні вулиці в городовій частині Миколаєва — Садова та Інженерна, а також п'ять поперечних вулиць в Адміралтейській частині — 1-а, 2-а, 3-я, 4-а та 5-та Слобідські беруть свій початок від Адміралтейської площі. На підставі цього списку та плану міста 1837 року можна зробити висновок про тодішній розмір цієї площі — вона займала величезну територію завдовжки майже один кілометр вздовж Адміралтейства в межах нинішніх вулиць Інженерної, Набережної, 1-ї Воєнної та 68-ми Десантників.
У 1832 році за наказом військового губернатора міста, адмірала О. С. Грейга, вся територія площі була віднесена до земель Морського відомства і перебувала під його юрисдикцією до 1917 року.
У тому ж 1832 році архітектор Карл Акройд розробив план забудови практично всієї площі ластовими і флотськими казармами для розміщення екіпажів кораблів, що будуються і ремонтуються, і інших службовців флоту, а також робочими казармами для розміщення робочих екіпажів — майстрових і служачих. Відповідно до затвердженого Грейгом генерального плану 1832 року в 1833—1841 роках у частині площі між вулицями 1-ї та 2-ї Слобідськими звели комплекс будівель флотських казарм, що складається з трьох однотипних, розташованих літерою «П» триповерхових будівель у стилі пізнього класицизму. Їхні проекти також розроблялися Карлом Акройдом. Кожна з цих будівель могла вмістити від 1200 до 2000 чоловік. Після будівництва тут розміщувалися робочі екіпажі, і, частково, флотські екіпажі кораблів, що будуються і ремонтуються. Інші, проектовані Акройдом будівлі, так і не були збудовані.
Квартал із новими казармами розділив площу на дві нерівні частини — західну та східну. Східна ділянка, як більша за розмірами, залишила за собою назву Адміралтейської площі, а на західному утворилася відокремлена територія у формі п'ятикутника, яка з 1863 стала іменуватися Гімназійною площею у зв'язку з відкриттям у західному будинку казарм Олександрівської чоловічої гімназії. В 1883 році тут розбили сквер, який на честь головного командира Чорноморського флоту і військового губернатора Миколаєва М. П. Манганарі було названо Манганаріївським. У перші роки радянської окупації він був перейменований на Пролетарський.
У 1838—1842 роках у північній частині Адміралтейської площі за проектом того ж архітектора Акройда в ході під керівництвом адмірала М. П. Лазарєва реконструкції Головного Миколаївського Адміралтейства було збудовано кам'яну стіну та дві брами, які відділили площу від самого Адміралтейства, чітко викресливши її північні кордони.
Південний кордон визначала вулиця Аптекарська (з 1965 року — 68-ми Десантників).
Таким чином, вже до середини 1840-х років Адміралтейська площа була сформована майже у нинішніх її межах.

### Під час Першої світової і громадянської війн
17 березня 1918 року в Миколаїв увішли союзні австро-німецькі війська, переважна більшість яких розквартувалася у флотських казармах в районі Адміралтейської площі. Вже 22 березня, у другій половині дня, у місті спалахнуло повстання, спричинене рядом причин, серед яких поведінка австро-німецьких військ стосовно портового і продовольчого майна, а також політична напруженість, що виникла внаслідок закриття суднобудівних заводів «Наваль» та «Руссуд» і арештами прихильників більшовизму. Серед повсталих знаходилися робітники заводів та колишні фронтовики. Основними місцями боїв, у ході яких застосовувалася артилерія та кулемети, стали Адміралтейська площа, базар та район сучасної вулиці Декабристів.
У перший день повстання великий загін робітників провів наступ на флотські казарми, що знаходилися під німецьким контролем, і на сам завод «Руссуд» (колишнє адміралтейство). Атаки проводилися з боку Адміралтейської площі та Військової Слобідки. Тут почалися запеклі сутички.
Бої у місті тривали й надалі аж до 26 березня. Загалом на Адміралтейській площі загинула велика кількість жителів Миколаєва та австро-німецьких солдатів. Через рік, 15 березня 1919 року, у місті вкотре було встановлено радянський режим. Приблизно в той же час Миколаївською радою було прийнято рішення про перейменування Адміралтейської площі на площу Комунарів — на згадку про робітників, які загинули в дні Березневого повстання 1918 року.
Через два з половиною місяці, у травні 1919 року, у селі Нечаяне спалахнуло повстання селян, спрямоване проти радянської влади. 26 травня повстанці захопили загін радянських працівників у кількості 16 осіб. Всі вони були вбиті повстанцями у тому ж селі. За кілька днів їх тіла спецзагоном червоноармійців доправили до Миколаєва, де у неділю, 1 червня 1919 року, на Соборній площі відбувся жалобний мітинг. Після нього похоронна процесія Адміральською вулицею пішки пройшла до площі Комунарів, де днем раніше було споруджено склеп.
У цій братській могилі поховали всіх 16 загиблих, після чого над нею звели пам'ятник, зображення якого не збереглося. Також невідоме точно і місце його розташування.
У серпні 1919 року на площі було поховано ще 26 осіб. Це були комуністи та безпартійні, які загинули 6 серпня під час придушення повстання у селі Матвіївка поблизу Миколаєва.
Проіснували склеп та пам'ятник недовго. Вже наприкінці листопада 1919 року їх було повністю знищено. 19 серпня 1919 року місто зайняли білогвардійські денікінські війська. Сюди увійшла 4-а піхотна дивізія під керівництвом генерала Я. О. Слащова. Тіла вбитих комунарів було вилучено зі склепу та перепоховано на міському інтернаціональному цвинтарі в районі сучасного зоопарку. 
Згідно з офіційною версією радянських газет того часу, 19 листопада білогвардійською контррозвідкою в місті було затримано двох більшовицьких підпільників, які розклеювали листівки. Після цього того ж дня було проведено кілька обшуків, під час яких було заарештовано ще кількох людей. Про це було повідомлено Я. О. Слащову з наданням списку з 61 особи, нібито пов'язаної з підпіллям. Вивчивши список, він наказав розстріляти всіх вказаних у ньому людей, які утримувалися на той момент у в'язницях міста.
Рабочих, що йшли рано вранці на завод «Руссуд», білогвардійці змусили знести всі трупи в одне місце — до зруйнованого пам'ятника та склепу комунарів, звідки тіла вбитих потім забирали для поховання їх рідні.

### Доба радянської влади
На згадку про розстріляних комунарів у 1930 році суднобудівному заводу «Руссуд» надали ім'я «61», а ще за кілька років — «імені 61 комунара».
12 червня 1936 року в центральній частині площі було відкрито пам'ятник «Борцям за владу Рад». Автори проекту — скульптори М. Г. Лисенко та Л. Д. Муравін. Проте вже через п'ять років — у 1941 році він був зруйнований нацистами. Пам'ятник відновили лише 1967 року, але зі склобетону, а вже через рік він був відлитий у бронзі у Санкт-Петербурзі та доставлений до Миколаєва.
Через рік після відкриття першого пам'ятника, у грудні 1937 року, почали проводитись роботи з перетворення площі Комунарів на парк.
До чергових роковин розстрілу комунарів на площі встановили дерев'яну споруду — мавзолей загиблих героїв, який згодом перетворився на музей Комунарів. Він був пофарбований у чорний колір, обшивка — у червоний. Ця споруда привертала підвищену увагу місцевих жителів, оскільки в ній було електричне освітлення, тоді як решта Слобідки освітлювала своє житло гасовими лампами. Дерев'яна споруда згодом згоріла.
На початку 1970-х років було розроблено новий план забудови площі. Тут планувалося розмістити палац культури заводу «ім. 61 Комунару», який на цьому місці так і не збудували. Але підготовчі роботи проводились. До 200-річчя заводу було реконструйовано заводську стіну, що проходить вздовж площі. У ній було відлито величезний бетонний якір, а сама стіна була облицьована білим пиляним каменем, у якому група художників з країн Балтії вирізала безліч символічних фігур, що зображують етапи розвитку найстарішої миколаївської верфі. На стіні були встановлені відлиті з металу зображення збудованих на заводі кораблів та суден з їх найменуваннями, які, на початку 1990-х років були демонтовані.

### Сучасність
На початку 2000-х років у південній частині площі звели каплицю, освячену на честь Божої Матері Цілительки. Усередині каплиці встановлено скульптуру Божої матері. Навпроти храму, під деревами, розташовуються лавки і невеликий чорний камінь, на якому висічена молитва Благодатної Марії та подяка Святій Діві за зцілення.
На території площі розташовується спортивний і кінологічний майданчик для вигулу та дресирування собак.
На 2022 рік була запланована реконструкція площі. Згідно документації, заплановані нове покриття, бордюрна стрічка, встановлення смітників, лавок. Також на площі мають встановити майданчики для стрітболу, баскетболу та тенісу, трибуни, дві велопарковки, майданчики для йоги, дитячий ігровий майданчик, громадські туалети, скейтпарк, а також конструкції для паркуру, воркауту та боулдерингу. Крім того, підрядник має оновити освітлення на Адміралтейській площі.

## Пам'ятники
В центрі площі розташовується пам'ятник «Борцям за владу Рад». Встановлений у 1967 році, пам'ятник являє собою дві постаті робітників, одна з яких, будучи пораненим, передає прапор іншому. На чотирьох сторонах гранітного п'єдесталу розташовані барельєфи із зображенням сцен революційного минулого Миколаєва. Внизу напис: «Безсмертним борцям за владу Рад». 
Скульптури і барельєфи виконані з бронзи. Відливався пам'ятник у Санкт-Петербурзі, а для його виготовлення із Миколаївського суднобудівного заводу туди було відправлено два бронзові дев'ятитонні корабельні гвинти, з яких він і був виготовлений.

На північ від пам'ятника розташовується пам'ятний камінь про закладання алеї, посадженої у жовтні 1977 року. Камінь являє собою фігуру майже прямокутного трикутника, на гіпотенузі якої вирізьблено напис: «Аллея посажена в честь 60-тилетия Великого Октября ветеранами КПСС, участниками Великой Октябрьской социалистической революции и гражданской войны. Октябрь 1977».

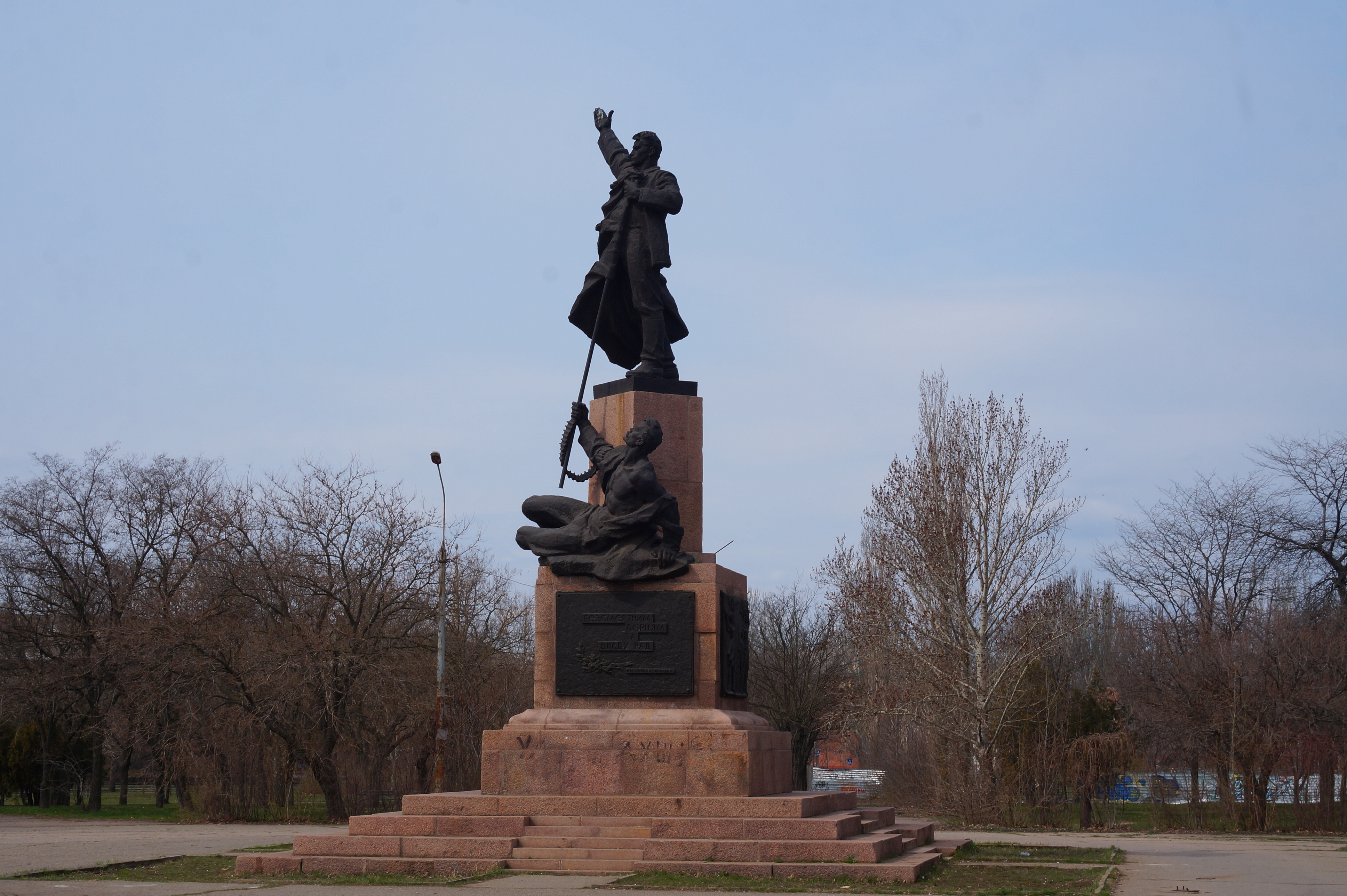
Пам'ятник «Борцям за владу Рад»
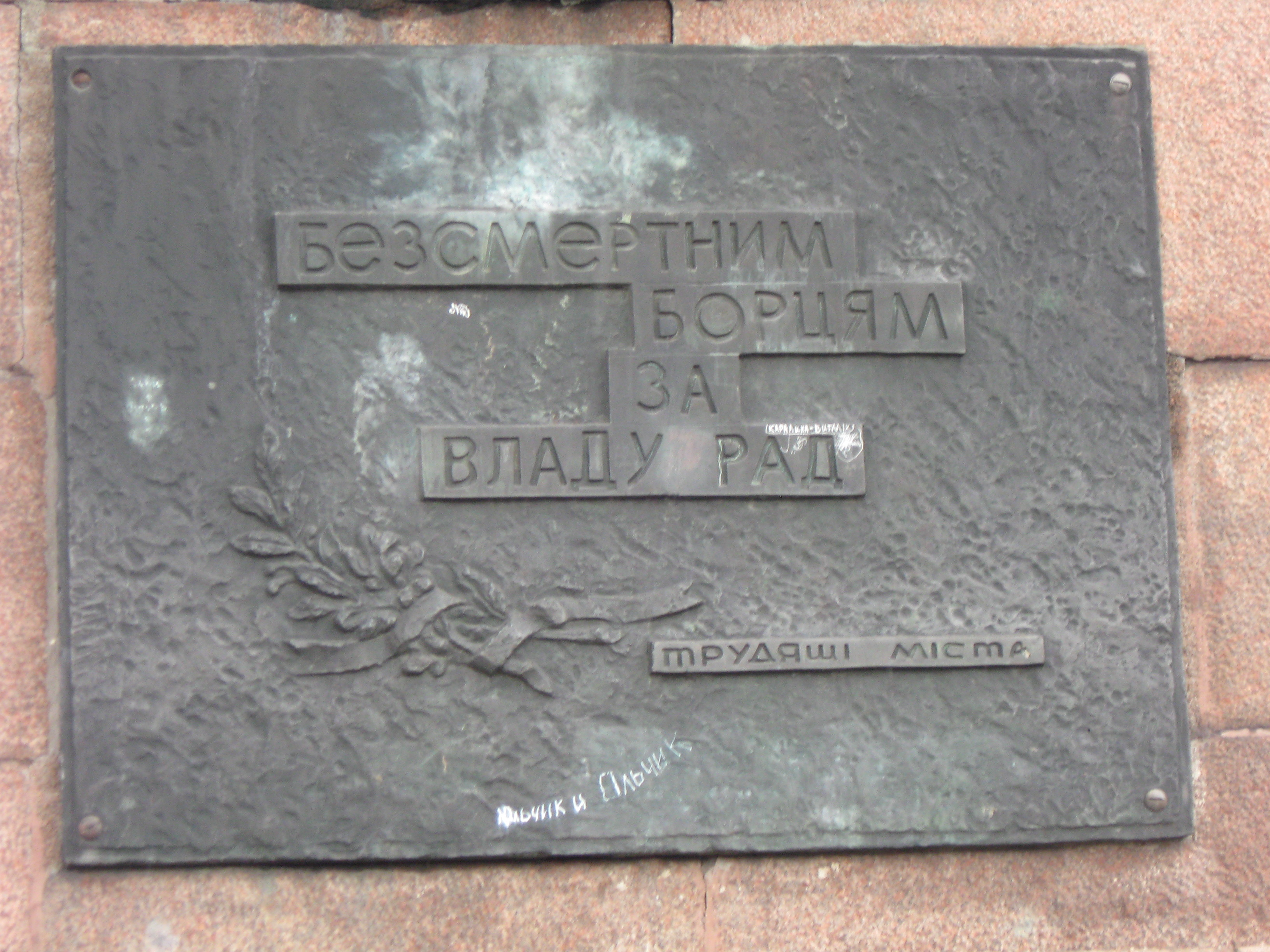
Дошка на пам'ятнику. Лицьова сторона
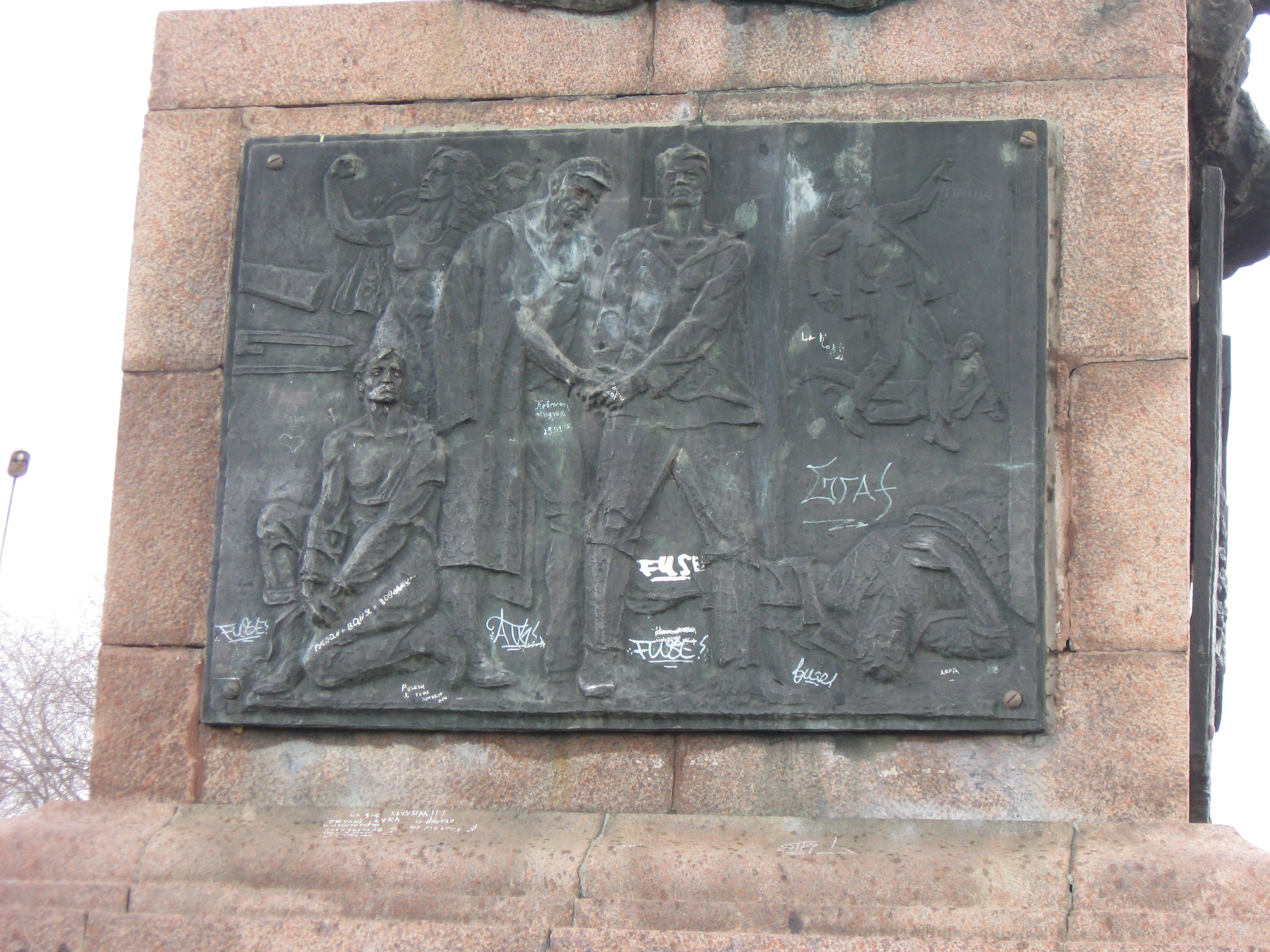
Дошка на пам'ятнику. Ліва сторона
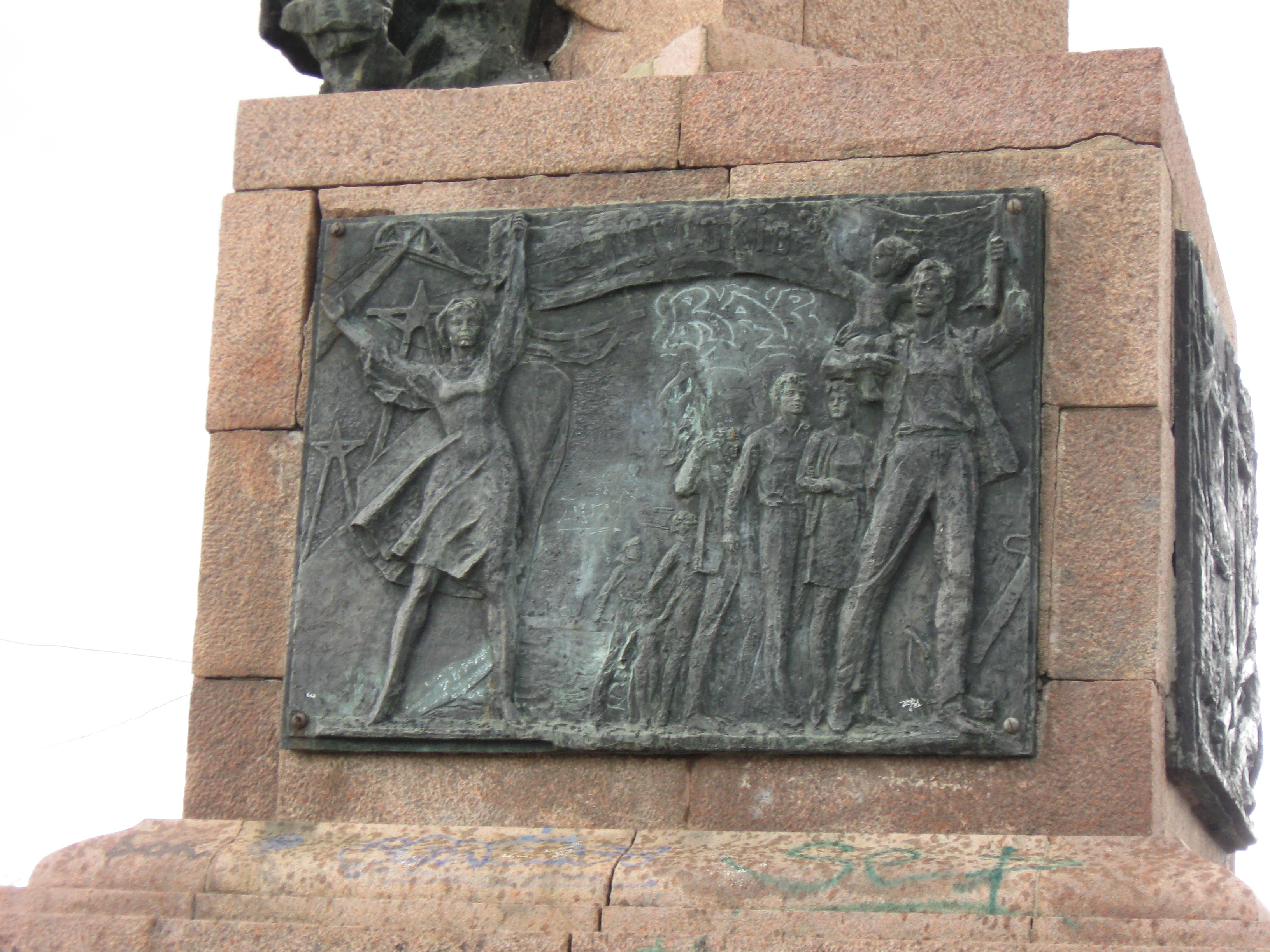
Дошка на пам'ятнику. Права сторона
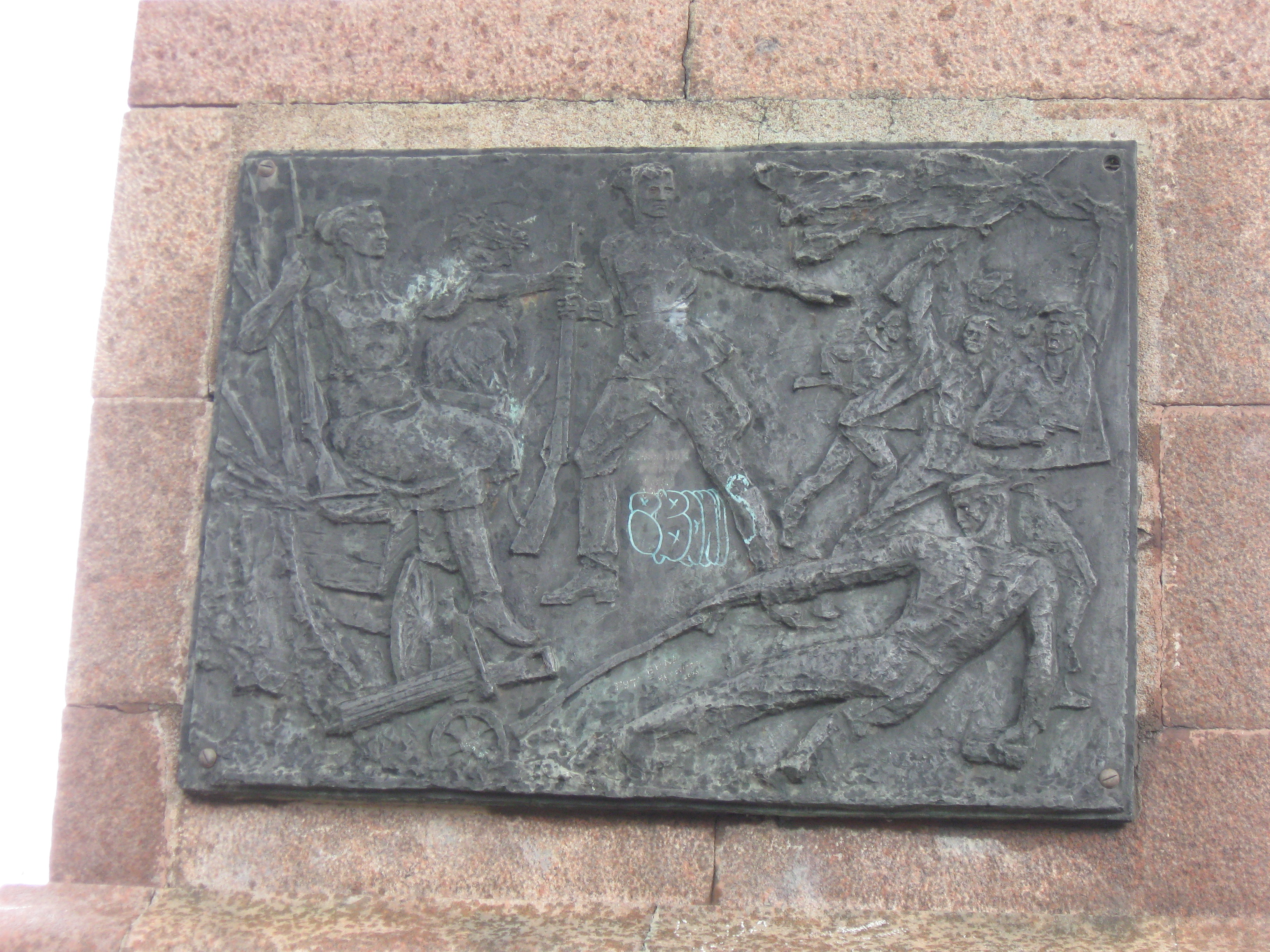
Дошка на пам'ятнику. Задня сторона
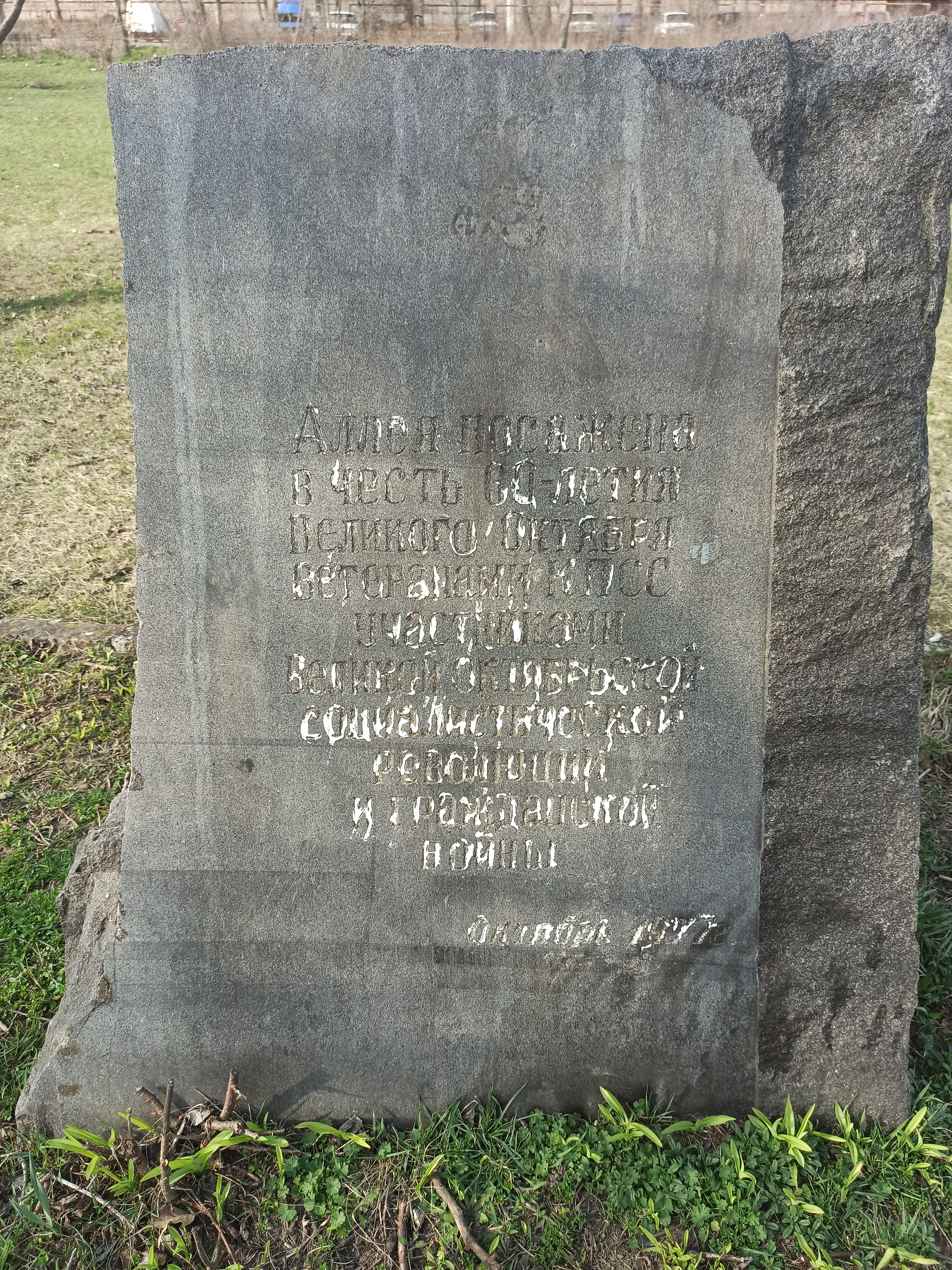
Пам'ятний камень закладання алеї

## Олександрівський могильник
Восени 2010 року в результаті копання котловану однієї з приватних фірм під будівництво спортивного комплексу на території Адміралтейської площі. Розміри пам'ятника та його межі нині точно не встановлені, оскільки територія, де він перебуває, була неодноразово перепланована при міському будівництві в XIX—XX століттях.
Навесні-восени 2011 року Миколаївська новобудовна археологічна експедиція Науково-дослідного центру «Лукомор'я» інституту археології національної Академії наук України та Миколаївського національного університету імені В. А. Сухомлинського проводила рятувальні археологічні дослідження. В результаті робіт було відкрито та вивчено три нові пам'ятки античної епохи, серед яких і могильник «Олександрівській».
Площа розкопок могильника 2011 року відповідала площі майбутнього будівельного котловану та становила трохи більше 1600 м2. На могильнику було досліджено 25 ґрунтових поховань. Розташований в північно-західній частині площі.